# Нобелова награда за економију
Награда Шведске банке за економске науке у знак сећања на Алфреда Нобела (швед. Sveriges Riksbanks pris i ekonomisk vetenskap till Alfred Nobels minne) је награда која се додјељује сваке године за вансеријске интелектуалне доприносе у области економије. Награду је почела да додељује Шведска банка (најстарија централна банка на свијету) на 300-ту годишњицу свог оснивања 1968. године. Иако ова награда није утемељена на тестаменту Алфреда Нобела, лауреати из економије примају диплому и златну медаљу од шведског краља 10. децембра у Стокхолму на истој церемонији на којој и добитници Нобелове награде из физике, хемије, физиологије или медицине и књижевности. Износ новчане награде за економију једнак је другим наградама.
Престиж ове награде делимично проистиче из њеног повезивања са наградама створеним на основу тестамента Алфреда Нобела, што је често било извор контроверзи. Награда се обично назива Нобелова награда за економију, или тачније, Нобелова меморијална награда за економију.
У фебруару 1995. године је одлучено да награда за економију буде дефинисана као награда за друштвене науке, отварајући тако Нобелову награду великим доприносима из других области, као што су политичке науке, психологија и социологија. Такође је измењена структура Комитета за награду за економију, тако да сада два члана нису економисти, док се раније комитет ове награде састојао од пет економиста.

## Поступак добијања награде
Лауреате из економије, као и лауреате из хемије и физике, бира Краљевска шведска академија наука. Сваке године око сто живих особа номинују квалификовани предлагачи, и ти предлози се прослеђују одбору од пет до осам чланова. Одбор подноси свој избор добитника Шведској академији на финално одобрење. Награду може поделити највише троје добитника. Награда се додељује у Стокхолму и уз њу се додељује финансијска награда од десет милиона круна, или отприлике један милион евра у 2004. години.